# 鳥羽温泉郷

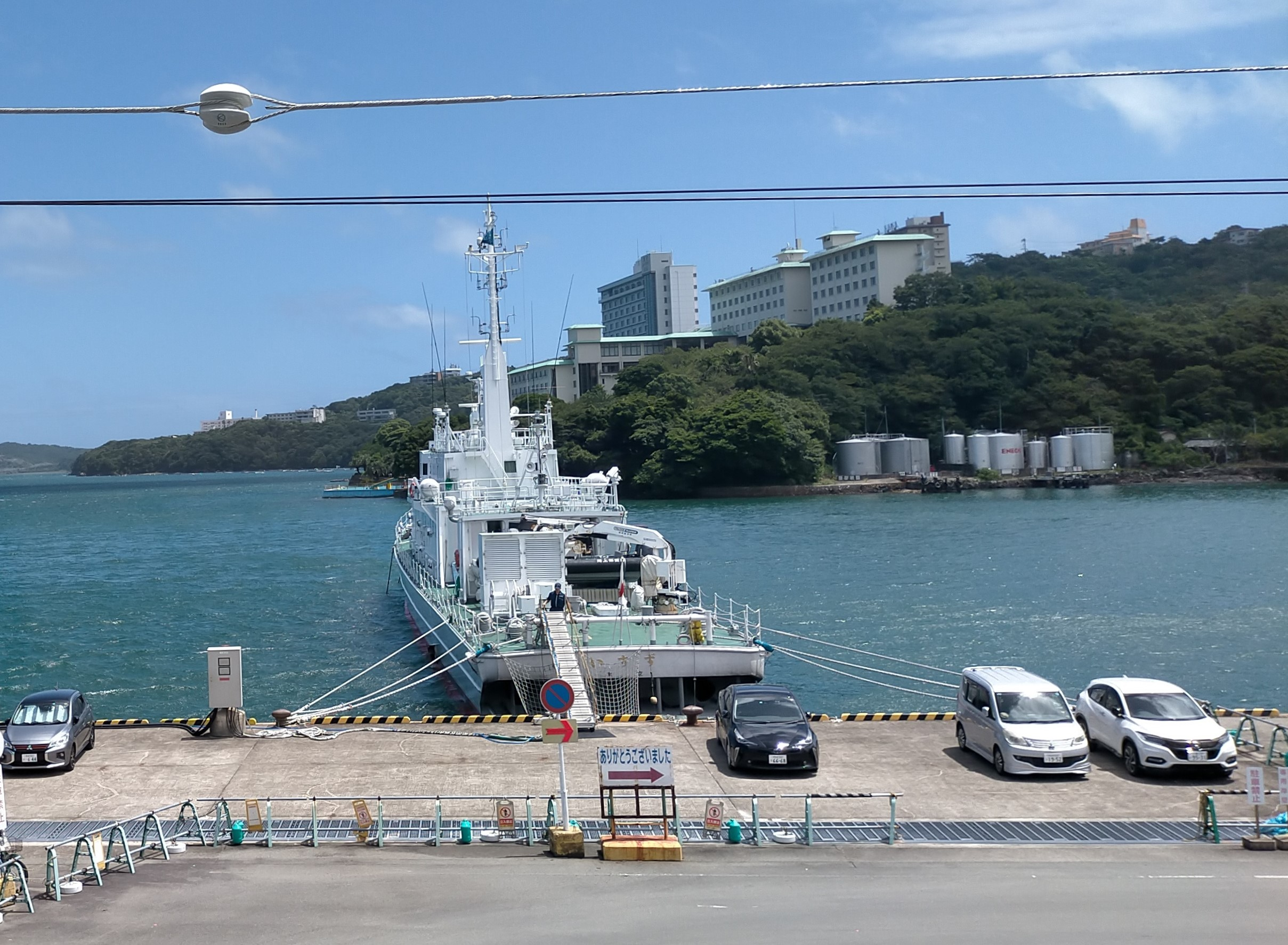
伊良湖フェリー鳥羽港から見た温泉街。

鳥羽温泉郷（とばおんせんごう）は三重県鳥羽市の温泉郷である。7つの温泉街、9の源泉がある。神宮の禊湯としても紹介されている。

## 概要
鳥羽市沿岸一帯にかけて温泉街が広がるが、榊原温泉郷 (社宮司温泉含む) や南勢桜山温泉、奥志摩温泉から給湯した施設も数多く、地元の源泉を使用した施設は少数派である。

### 鳥羽温泉
アルカリ性炭酸水素塩・塩化物泉。地下1500mからくみ上げている。美人の湯といわれるほか、切り傷、やけど、虚弱児童に効能がある。
1999年からホテル「エクシブ鳥羽」の屋外テルメ「スパ&エステ テルメゾン」および別邸の大浴場「天海の湯」で温泉を利用している。日帰り利用はできない。
近鉄志摩線加茂駅から徒歩37分、また鳥羽マリンターミナルからかもめバスで12分。

### 答志島温泉
答志島温泉を参照

### 安楽島 (あらじま) 温泉
2種類の源泉が近隣にある。いずれも日帰り利用可能である。なお歴史は不明。
「湯元」は安楽島町1075‐100にあるホテル「安楽島温泉 湯元 海女乃島」の風呂で使われているアルカリ性単純温泉。地下1500ｍから掘削している。効能は神経痛、筋肉痛、痔病、冷え性、疲労回復など。
「潮香の湯」は安楽島町1200‐7にあるホテル「亀の井ホテル 鳥羽」 (旧かんぽの宿) の風呂で使われているアルカリ性冷鉱泉。加温、循環消毒されている。効能はほぼ同じ。
近鉄志摩線志摩赤崎駅から徒歩30分、また鳥羽マリンターミナルからかもめバスで20～30分。

### 鳥羽小浜 (おはま) 温泉
鳥羽小浜温泉を参照

### 石鏡 (いじか) 温泉
2種類の源泉が近隣にある。いずれも日帰り利用はできない。
「岬の湯」は石鏡町368‐2にある旅館「いじか荘」の風呂で使われている中性塩化物鉱泉。2002年に8か月かけて敷地内で源泉を掘り当てた。効能は神経痛、筋肉痛、痔病、冷え性、疲労回復など。
「龍の栖温泉」は石鏡町中ノ山龍の栖にあるホテル「御宿The Earth」の風呂で使われているアルカリ性単純温泉。2009年に開削された。効能はほぼ同じ。
ほかに比べ湧出量は多いが、どちらも掛け流しではなく循環である。
鳥羽マリンターミナルからかもめバスで40分ほど。駅からはかなり離れており徒歩でのアクセスは非現実的である。

### 本浦温泉
本浦温泉を参照

### 伊勢志摩神代温泉
アルカリ性塩化物泉。国崎町にあるホテル「伊勢志摩湯元神代温泉 五感の湯宿慶泉」の敷地で1996年に掘削された。地域内では珍しく一部で掛け流しを行っている。また飲泉も可能。五十肩や冷え性などのほか、美肌効果やアトピー性皮膚炎など皮膚に関する効能が豊かといわれる。
近鉄志摩線松尾駅（松尾駅口）からかもめバスで30分。徒歩でのアクセスは非現実的である。

## 歴史
- 8世紀ごろに発見されたといわれるが、その後の動向はしばらく不明[19]。
- 1990年代、バブル景気の影響でリゾートホテルの開業、源泉開削が相次いだ。
- 2007年に温泉振興会が設立された。この時点まで源泉数の少なさから入湯税を徴収していなかったが、同時に導入を決めた[20][注 3]。

## その他
- かつては鳥羽シーサイドホテルでも自家源泉を掘削し用いていたが、現在は使用しておらず、榊原温泉から引湯している（詳細は鳥羽シーサイドホテル#温泉参照のこと）。
- “温泉むすめ”プロジェクトに参画しており、イメージキャラクター「鳥羽亜矢海」のグッズ販売などを行っている。
- 前述のとおり「伊勢神宮の禊湯」といわれ、朝湯[注 4]を浴びたのちに参拝する習わしにのっとり、二見などへの参宮ののち郷内の宿に1泊し、清らかな心身で伊勢参りを行うスタイルを公式に推奨している[2][21]。
- 「相差温泉」という塩化物泉があるとする資料もあるが、記述に矛盾があり現段階では確認できない[22][注 5]。

## 注
1. ↑  この地域は「温泉郷」を「おんせんごう」と読むことが多いが、理由は不明。
2. ↑  このうち伊勢志摩神代温泉は公式サイトに記載なし。
3. ↑  詳細は鳥羽市#入湯税を参照。
4. ↑  正確には川や海の水でも良い。
5. ↑  相差地域から鳥羽湾は見えない。